# Jughead (album)
Jughead è il primo album in studio del gruppo musicale statunitense Jughead, pubblicato nel 2002 dalla Inside Out Music.

## Tracce
1. Halfway Home To Elvis – 3:14
2. C'mon – 4:17
3. Snow in Tahiti – 3:52
4. Promise – 3:58
5. Bullet train – 3:56
6. Waiting On the Son – 4:03
7. Yesterday I Found Myself – 3:17
8. Be Like You – 5:03
9. Flowers – 2:58
10. Shame On the Butterfly – 3:34
11. Paging Willie Mays – 8:08